# Paul Faber (Diplomat)
Paul Faber (* 6. April 1943; † 19. Juni 2014) war ein luxemburgischer Diplomat.
Faber studierte Rechtswissenschaften an den Universitäten von Luxemburg, Aix-en-Provence und Paris mit Abschluss eines Dr. jur. (1967). 1971 trat Faber in den diplomatischen Dienst und durchlief bis 1991 verschiedene Positionen im luxemburgischen Außenministerium und den Auslandsvertretungen des Großherzogtums, unter anderem 1976 als Ständiger Vertreter bei der Europäischen Gemeinschaft in Brüssel.
1986 wurde er zum Ständigen Vertreter Luxemburgs beim Europarat in Straßburg ernannt. Im Dezember 1993 übernahm er den großherzoglichen Botschafterposten gegenüber Portugal, dann im Februar 1998 wurde er Botschafter gegenüber Italien, Malta und San Marino, sowie Ständiger Vertreter bei der FAO (mit Dienstsitz in Rom). 2002 wurde er nach Wien versetzt, als Botschafter gegenüber Österreich, Ungarn und Slowenien, sowie als Ständiger Vertreter bei der OSZE, der IAEO, der UNIDO und dem Büro der Vereinten Nationen in Wien.
Im Oktober 2005 wurde er zum Botschafter gegenüber der Schweiz und dem Fürstentum Liechtenstein akkreditiert, (mit Dienstsitz in Bern). 2007 ging er in den Ruhestand.